# Jericho (filme)
Jericho é um filme de drama venezuelano de 1991 dirigido e escrito por Luis Alberto Lamata. Foi selecionado como representante da Venezuela à edição do Oscar 1992, organizada pela Academia de Artes e Ciências Cinematográficas.

## Elenco
- Cosme Cortázar - Santiago
- Francis Rueda
- Alexander Milic